# Lijst van burgemeesters van Oost- en West-Souburg
Dit is een lijst van burgemeesters van de voormalige Nederlandse gemeente Oost- en West-Souburg in de provincie Zeeland. De gemeente Oost- en West-Souburg is per 1 juli 1966 toegevoegd aan de gemeente Vlissingen.
| Ambtsperiode                     | Naam burgemeester                      | Partij of stroming | Bijzonderheden                                                                                         |
| -------------------------------- | -------------------------------------- | ------------------ | --- |
| 1 januari 1835 - 9 februari 1852 | Jhr. mr. M.C. Paspoort van Grijpskerke | Liberalen          | |
| 1852 - 1853                      | Arnout Jacob van Teylingen             |                    | Tevens: ontvanger te Oost-Souburg, lid Provinciale Staten van Zeeland, lid gemeenteraad van Middelburg |
| 1853 - 1893                      | Jhr. Jacob Hendrik Paspoort            |                    | zoon van Jhr. mr. M.C. Paspoort van Grijpskerke                                                        |
| 1893 - 1925                      | Pieter (P.S.) Buteux                   |                    | |
| 1925 - 1937                      | Jhr. Hendrik Anthony van Doorn         |                    | |
| 1937 - 1961                      | A.H.S. Stemerding                      | CHU                | vanaf januari 1959 waarnemend                                                                          |
| 1963 - 1966                      | Barend (B.G.H.) ter Haar Romeny        | CHU                | |
| 1966                             | Jan Lambertus Dregmans                 | ARP                | waarnemend, tevens waarnemend burgemeester van Biggekerke en Koudekerke                                |